# Whitestone Logging Camp
Whitestone Logging Camp és una concentració de població designada pel cens dels Estats Units a l'estat d'Alaska. Segons el cens del 2000 tenia 116 habitants.

## Demografia
Segons el cens del 2000, Whitestone Logging Camp tenia 116 habitants, 36 habitatges, i 28 famílies La densitat de població era de 4,3 habitants/km².
Dels 36 habitatges en un 52,8% hi vivien nens de menys de 18 anys, en un 63,9% hi vivien parelles casades, en un 0% dones solteres, i en un 22,2% no eren unitats familiars. En el 22,2% dels habitatges hi vivien persones soles el 2,8% de les quals corresponia a persones de 65 anys o més que vivien soles. El nombre mitjà de persones vivint en cada habitatge era de 3 i el nombre mitjà de persones que vivien en cada família era de 3,57.
Per edats la població es repartia de la següent manera: un 33,6% tenia menys de 18 anys, un 9,5% entre 18 i 24, un 33,6% entre 25 i 44, un 22,4% de 45 a 60 i un 0,9% 65 anys o més.
L'edat mediana era de 30 anys. Per cada 100 dones de 18 o més anys hi havia 165,5 homes.
La renda mediana per habitatge era de 60.625 $ i la renda mediana per família de 64.375 $. Els homes tenien una renda mediana de 72.083 $ mentre que les dones 27.917 $. La renda per capita de la població era de 21.810 $. Cap de les famílies estaven per davall del llindar de pobresa.

## Poblacions més properes
El següent diagrama mostra les poblacions més properes.